# 마법에 빠진 사랑 2
《마법에 빠진 사랑 2》(영어: Disenchanted)는 2022년 공개된 미국의 뮤지컬, 판타지, 로맨틱 영화이다. 애덤 섕크먼이 감독과 공동 각본을 맡았으며, 2007년 영화 《마법에 걸린 사랑》의 후속 작품이다.

## 줄거리
1편 이후 10년, 지젤, 로버트, 모건 가족은 아기와 함께 뉴욕에서 살지만, 삶에 지루함을 느끼고 교외 마을 먼로빌로 이사를 간다. 그러나 새 집은 수리가 필요하고, 로버트는 통근을 해야 하며, 모건은 학교에서 적응하지 못한다. 안달라시아에서 에드워드 왕과 낸시 여왕이 방문하여 아기 소피아에게 소원 막대를 선물한다. 지젤은 마을 의장 말비나 먼로를 만나고, 그녀가 주최하는 동화 테마 무도회에서 자신의 아들이 왕자로 선출된 것을 알게 된다. 모건이 잘 적응하도록 돕기 위해 지젤은 모건을 공주로 만들려 하지만, 오히려 모건을 당황하게 만들고 둘 사이는 멀어진다.
지젤은 다람쥐 친구 핍과 상의한 후, 소원 막대를 사용하여 가족의 삶을 "완벽한 동화"로 만들기로 결심한다. 다음 날, 마을은 몬롤라시아라는 판타지 왕국으로 변모한다. 모건은 새로운 삶을 즐거워하고, 로버트는 용감한 모험가로 변한다. 말비나는 마법을 가진 사악한 여왕이 되고, 지젤은 점차 사악한 새어머니처럼 변해 모건을 학대한다. 자신이 변하고 있다는 것을 깨달은 지젤은 마법 막대 설명서를 참고한다. 그 설명서에 따르면, 지젤의 소원은 안달라시아의 마법을 사용하여 현실 세계를 동화로 바꾸고 있으며, 자정 이후에는 영구적으로 변하게 된다.
말비나는 마법 막대에 대해 알게 되고, 자신의 하인들을 시켜 막대를 훔치려 하지만, 막대는 "진정한 안달라시아인"만이 사용할 수 있다. 지젤은 막대가 없으면 사악해질 것을 알고 모건에게 막대를 지키도록 설득한 후 안달라시아로 보낸다. 안달라시아에 도착한 모건은 왕국의 마법이 소용돌이를 통해 몬롤라시아로 이동하고 있으며, 마법이 영구화되면 안달라시아가 영원히 사라질 것이라는 것을 알게 된다. 낸시와 에드워드는 모건에게 기억의 마법을 사용하여 지젤의 본 모습을 되찾도록 조언한다. 모건은 가족의 추억이 담긴 그림에 마법을 불어넣은 후 현실 세계로 돌아온다.
사악한 성격에 잠식된 지젤은 말비나에게 몬롤라시아의 왕위를 놓고 도전한다. 지젤은 고양이로 변한 핍을 시켜 막대를 되찾고, 로버트는 모건을 찾으러 간다. 무도회에서 지젤과 말비나는 마법 대결을 벌이지만, 막대를 가진 지젤이 쉽게 제압한다. 모건과 낸시는 로버트와 타이슨을 만나고, 결투를 막기 위해 마을 회관으로 달려간다. 모건이 그린 그림을 지젤에게 던지자, 그림 속 마법이 기억을 되살려 지젤은 원래대로 돌아온다.
마법이 깨지는 것을 원하지 않은 말비나는 모건을 인질로 잡고 막대를 요구하고, 지젤은 막대를 넘겨준다. 자정이 다가오자 안달라시아의 모든 것이 사라지기 시작하고, 지젤 또한 사라진다. 로버트와 타이슨은 시계탑 꼭대기로 가서 자정을 늦추려 하고, 지젤은 모건에게 그녀의 딸이기에 진정한 안달라시아인이며 막대를 사용할 수 있다고 말한다. 모건은 엄마와 함께 집으로 돌아가고 싶다고 소원을 빌고, 말비나가 시계탑을 파괴하려는 순간 소원이 이루어진다.
모건은 집에서 깨어나 모든 것이 정상으로 돌아온 것을 확인한다. 모건과 지젤만이 이 모든 사건을 기억하고, 다른 사람들은 꿈을 꾼 것이라고 생각한다. 지젤은 말비나에게 자신의 행동에 대해 사과하고, 말비나는 그녀를 마을 의회에 받아들인다. 시간이 흘러, 로버트는 먼로빌에서 개인 변호사 사무실을 열고, 모건과 타이슨은 데이트를 시작하며, 낸시와 에드워드는 다시 필립 가족을 방문하며 행복한 결말을 맞는다.

## 출연진
- 에이미 애덤스 - 지젤 역
- 패트릭 뎀프시 - 로버트 필립 역
- 이디나 멘젤 - 낸시 트레메인 역
- 제임스 마즈든 - 에드워드 왕자 역
- 마야 루돌프 - 말비나 먼로 역
- 이벳 니콜 브라운 - 로절린 역
- 제이마 메이스 - 루비 역